# Chiaroscuro (Gia Kantsjeli)
Chiaroscuro is een muzikale compositie van Gia Kantsjeli.

## Chiaroscuro voor viool/altviool en kamerorkest
Het eerste uitgevoerde betreft een werk voor viool/altviool en kamerorkest. Kamerorkest is daarbij een ruime omschrijving voor wat in de partituur staat. Het is meer een strijkorkest uitgebreid met enkele muziekinstrumenten. Het werd door Julian Rachlin (zowel viool als altviool) gespeeld op 12 september 2010; hij werd begeleid door het Academy of St. Martin in the Fields onder leiding van Ryan Adams, plaats van handeling was Dubrovnik. De tijdsduur is dan nog “slechts” tien minuten.
In 2011 bewerkte Kantsjeli het naar een versie toegeschreven naar maestroviolist Gidon Kremer. Kremer promoot regelmatig de muziek van Kancheli, via diverse opnamen en concerten. De solist had volgens de tekst van het boekwerkje van de uitgave van ECM Records een grote inbreng; Kantsjeli gaf aan dat eigenlijk Kremer de componist was en hij de co-auteur. Deze versie was voor het eerst te horen op 25 januari 2012 in Brussel. De later verschenen opnamen laat een tijdsduur zien van 24 minuten.
De ontvangst bij de uitgifte van de opnamen van ECM Records met Kremer en Kremerata Baltica was wisselend. Enerzijds vond men dat de muziek van Kantsjeli tot een stilstand was gekomen, er zat geen ontwikkeling meer in. Anderen vonden het prachtig. Kantsjeli had vooraf al meegedeeld, dat het werk een weergave is van de in zijn ogen achteruit hollende mensheid/menselijkheid. Het werk begint met vijf slagen op de grote trom, waarna een vierentwintig minuten durende klaagzang volgt. Daarbij wisselen uiterst zachte en luide passages elkaar af, verwijzend naar chiaroscuro uit de schilderkunst. Het slot bestaat uit een steeds zachter en hoger spelende violist, waarbij het ensemble steeds verder uitdunt. De laatste tonen zijn pianississimo flageolet voor de solist.
Kantsjeli schreef het volgende instrumentarium voor:
- soloviool (en soloaltviool)
- violen, altviolen, celli, contrabassen
- piano, grote trom, vibrafoon

## Chiaroscuro voor strijkkwartet
De versie voor strijkkwartet kreeg haar eerste uitvoering kreeg in juni 2011 in Reggio Emilia, de tijdsduur is 10 minuten.